# Strollad ar Vro Bagan
Strollad ar Vro Bagan (Tropa del País Pagà) és un grup de teatre bretó creat a Plounéour-Trez entre 1973 i 1974, dirigit per Goulc'han Kervella, encara que els orígens daten del 1965. El 1978 es va professionalitzar i el 1979 traslladà la seu a Plouguerneau.
El seu teatre és principalment en bretó, però també bilingüe, molt arrelat a la història, el medi rural i a les tradicions bretones, amb vetllades, càntics, contes. Han representat el seu repertori arreu de Bretanya i d'altres Països Cèltics, així com a algunes fest-noz. La seva existència ha mostrat la viabilitat d'un públic teatral bretó.

## Repertori
- Meurlarjez (Roparz Hemon, 1976)
- Ma c'helljen-me kanañ laouen (1977)
- Buhez Mikael an Nobletz (1978)
- Nominoe-oe (Jakez Riou, 1980)
- Spontus Circus (1982)
- Kernevez City (1983)
- Ar Baganiz (Tangi Malmanche, 1984)
- Yann-Vari Perrot (1986)
- Ys la maudite (1987)
- Kenavo my love (1988)
- Liberta (1989)
- Cantique à Melilla (Xavier Grall, 1989)
- Les nuits de Kerjean (1990)
- Ar Basion Vras (1991)
- An Arar hag ar Stered (S. O'Casey, 1992)
- Ys la maudite (doare nevez, 1993)
- Et à la fin était le Bang (1993)
- Tristan et Iseut (1994)
- Ar Roue Marc'h(1994)
- Amoko II (1995)
- Ar mestr (Naig Rozmor, 1996)
- Johniged an Hilda (2002)
- Breizh Aktu (2003)
- Gwerz ar Vezhinerien (2005)
- Fest ar pimoc'h (2006)

El seu repertori comprèn obres de Roparz Hemon, Pêr Jakez Helias, Goulc'han Kervella, Anton Txékhov, Naig Rozmor i Pêr-Mari Mevel, entre d'altres.